# François de Malherbe
A nu se confunda cu D. F. Malherbe!

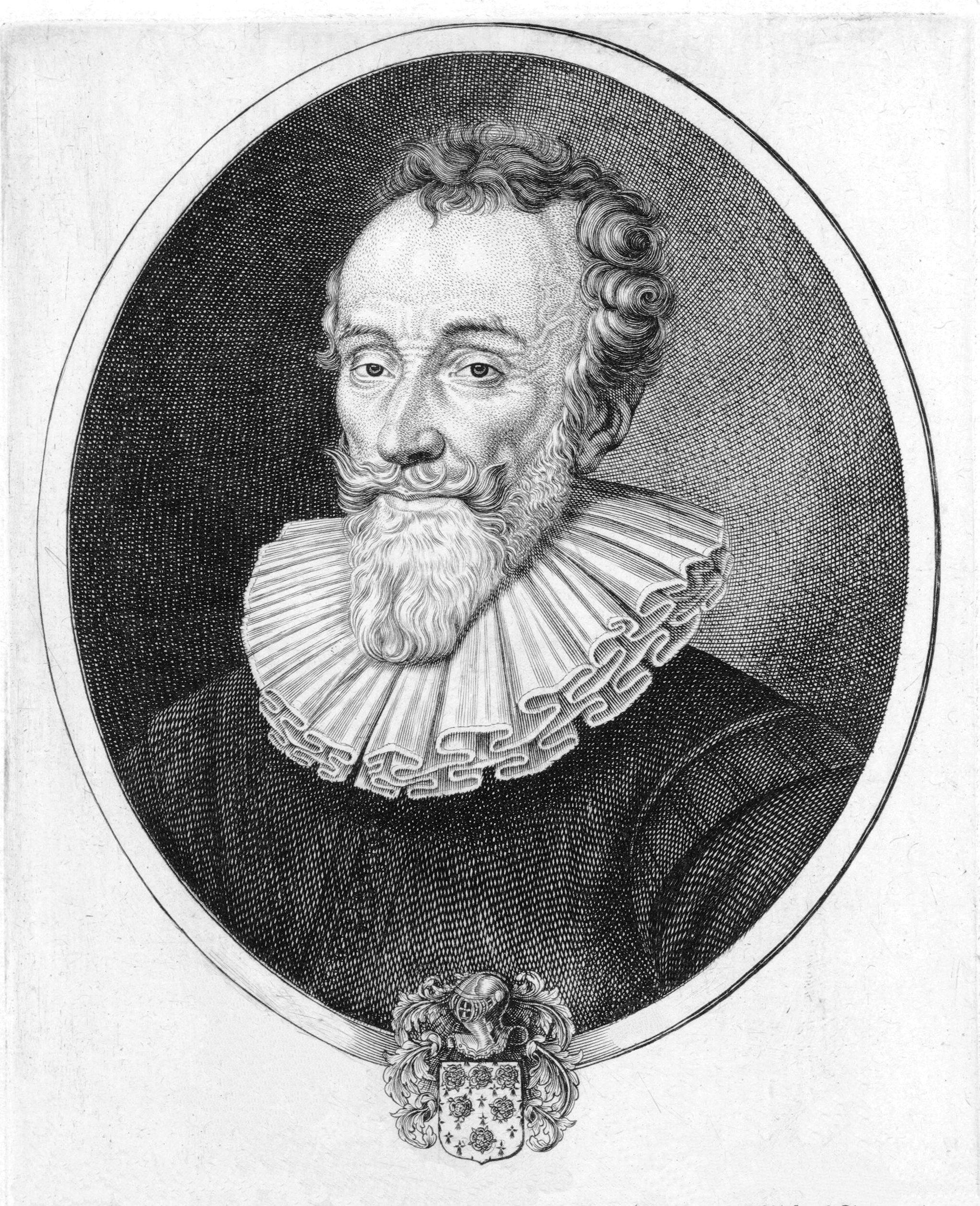
François de Malherbe

François de Malherbe (n. 1555 - d. 16 octombrie 1628) a fost un poet și critic literar francez.
A fost protejat al regelui Henric al IV-lea, iar din 1609 poet oficial al curții regale.
A fost adversar al școlii poetice „La Pléiade” și a exercitat o puternică influență în cercul literar de la Hotel de Rambouillet.
Ca reformator al prozodiei și al limbii poetice franceze, pe care le-a orientat spre clasicism, în Commentaire sur Desportes ("Comentarii asupra lui Desportes") a pledat pentru evitarea unor „abateri” în poezie (rimele facile, aliterația, hiatusul, enjambamentul) și pentru eliminarea din vocabular a provincialismelor, neologismelor, cuvintelor tehnice.
În lucrarea Œuvres poétiques, apărută postum în 1630, au fost publicate poezii ocazionale de-ale sale: ode, elegii, sonete.